# Liste der Monuments historiques in Villenave-d’Ornon
Die Liste der Monuments historiques in Villenave-d’Ornon führt die Monuments historiques in der französischen Gemeinde Villenave-d’Ornon auf.

## Liste der Bauwerke
| Bezeichnung         | Beschreibung                  | Standort | Kennzeichnung | Schutzstatus | Datum | Bild           |
| ------------------- | ----------------------------- | -------- | ------------- | ------------ | ----- | -------------- |
| Schloss Sallegourde | Erbaut ab dem 16. Jahrhundert | (Lage)   | PA33000064    | Inscrit      | 2002  |                |
| Kirche St-Martin    | Erbaut im 11. Jahrhundert     | (Lage)   | PA00083863    | Classé       | 1920  | weitere Bilder |

## Liste der Objekte
- Monuments historiques (Objekte) in Villenave-d’Ornon in der Base Palissy des französischen Kultusministeriums

Siehe auch: Madonna mit Kind (Villenave-d’Ornon)